# UEFA Euro 2012 (jeu vidéo)
UEFA Euro 2012 est le jeu vidéo de football officiel du championnat de football Euro 2012. Il est sorti sur la PlayStation 3, la Xbox 360 et sur PC en tant que DLC au jeu FIFA 12 le 24 avril 2012.

## Accueil
- Jeuxvideo.com : 14/20[1]